# Dennis Cooper
Dennis Cooper (Pasadena, Califòrnia, 1953) és un escriptor estatunidenc. La violència, el sexe (especialment l'homosexual), la misèria humana i l'adolescència són alguns dels tòpics que tracta la seva obra.

## Biografia
Dennis Cooper és un novel·lista i poeta. Va néixer el 10 de gener de 1953 i va créixer al sud de Califòrnia, a les ciutats de Covina i Arcadia. Les seves primeres incursions en els llibres es van centrar en la lectura d'autors com Rimbaud, Verlaine, De Sade i Baudelaire. En la seva adolescència, aquests autors el van inspirar a escriure els seus primers poemes i contes. Cooper era un outsider i el líder d'un grup de poetes, punks, stoners i escriptors. Després de l'escola secundàri,a va assistir al Pasadena City College i, més tard, al Pitzer College.
En 1976, va fundar la revista Little Caesar Magazine and Press, que va dirigir fins a 1982 i va comptar amb la col·laboració de Brad Gooch, Amy Gerstler, Elaine Equi, Tim Dlugos, Joe Brainard i Eileen Myles, entre d'altres. El 1985 es va traslladar a Amsterdam durant dos anys i mig, on va començar el seu projecte de deu anys, el cicle George Miles, una seqüència interconnectada de cinc novel·les. Dennis Cooper reparteix el seu temps entre Los Angeles i París.

## Novel·les
El cicle George Miles inclou les novel·les Closer, Frisk, Try, Guide i Period. A Try, de 1994, mostra el caòtic món de Ziggy, on Cooper desplega el món d'un jove obsessionat amb el seu millor amic, cançons de Hüsker Dü i els vaivens emocionals producte de les constants tortures que li sotmet el seu pare. En aquesta novel·la identifiquem la postura de Cooper quant al tema dels matrimonis homosexuals. El protagonista de la novel·la és fill adoptiu d'un matrimoni homosexual divorciat. Un és crític de rock i un altre construït a partir d'una difusa identitat violenta, sàdica i animalesca. En aquesta novel·la diverses organitzacions LGBT van acusaa Dennis Cooper d'homòfob en retratar el matrimoni gai com un rotund fracàs social.
Les seves novel·les posteriors són My Loose Thread, The Sluts i God Jr.
Altres obres inclouen les col·leccions de contes curts Wrong i Ugly Man, els poemaris The Dream Police i The Weaklings, així com la recent Smothered in Hugs: Essays, Interviews, Feedback, and Obituaries.
La seva última novel·la és The Marbled Swarm. Novel·les com a Closer, Frisk o Try estan protagonitzades per personatges homosexuals foscos que es recreen en el seu sofriment. Les drogues formen part essencial, on els personatges viuen en un absolut món que ja no senten. Aquesta cruesa és per a molts part de l'encant de la seva literatura.